# NGC 214
NGC 214 é uma galáxia espiral barrada (SBc) localizada na direcção da constelação de Andromeda. Possui uma declinação de +25° 29' 58" e uma ascensão recta de 0 horas, 41 minutos e 28,0 segundos.
A galáxia NGC 214 foi descoberta em 10 de Setembro de 1784 por William Herschel.